# Fournet-Blancheroche
Fournet-Blancheroche är en kommun i departementet Doubs i regionen Bourgogne-Franche-Comté i östra Frankrike. Kommunen ligger i kantonen Maîche som tillhör arrondissementet Montbéliard. År 2022 hade Fournet-Blancheroche 351 invånare.

## Befolkningsutveckling
Antalet invånare i kommunen Fournet-Blancheroche
Referens:INSEE